# 9 Dywizja Kawalerii (ZSRR)
9 Dywizja Kawalerii (ros. 9-я кавалерийская дивизия) – związek taktyczny kawalerii Armii Czerwonej.
Dywizja wzięła udział w kampanii wrześniowej w składzie  5 Korpusu Kawalerii. 

## Struktura organizacyjna
W 1939
- 5 pułk kawalerii
- 72 pułk kawalerii
- 108 pułk kawalerii
- 136 pułk kawalerii
- 30 pułk czołgów
- 12 dywizjon artylerii konnej
- 40 szwadron saperów
- 21 szwadron łączności
- 13 dywizjon medyczno-sanitarny

## Dowódcy dywizji
- płk Nikołaj Biełow (był w 1939)[1]